# Сельское поселение Эльбрус
Сельское поселение Эльбрус — муниципальное образование в составе Эльбрусского муниципального района Кабардино-Балкарии.
Административный центр — село Эльбрус.

## Географическое положение
Сельское поселение расположено в южной части Эльбрусского района, у восточного подножия горы Эльбрус, в верховьях рек Баксан, Адыр-Су, Адыл-Су, Ирикчат и т.д.
Площадь сельского поселения составляет — 186 км2. В его состав входят 5 населённых пунктов.
Поселение расположено в лесной, альпийской и субальпийском зонах. К югу и востоку от сельского поселения тянется Главный Кавказский Хребет, на западе Боковой хребет.
Поселение находится в высокогорной зоне республики. Амплитуда высот на территории сельского поселения колеблется от 1 500 до 4 000 метров.
Территория сельского поселения является одной из наиболее лавиноопасных мест на Кавказе. Местность изрезана многочисленными мелкими и крупными ущельями.
Гидрографическая сеть на территории сельского поселения представлена многочисленными ручьями стекающих с ледников, полянами нарзанов, замерзающими и незамерзающими озёрами. С вершин гор тянутся ледники наиболее крупными из которых являются ледники — Ирик, Донгузорун, Семёрка, Юсеньги и т.д.
Климат континентальный. Средние показатели температур колеблятся от +20°С летом, до -25°С зимой. Среднегодовое количество осадков составляет 650 мм. Снег в долинах лежит в период с октября по май. Весной при резких колебаниях температур воздуха, с вершин гор в долины устремляется сухой горячий ветер — фён, чья скорость может достигать 25-30 м/с.

## История
Эльбрусский Сельский Совет был образован в 1930 году и действовал до депортации балкарцев в Среднюю Азию в 1944 году.
С 1944 по 1957 года земли ликвидированного сельсовета находились в составе Грузинской ССР.
В 1957 году после реабилитации балкарцев и их возвращения на свои прежние места проживания, все восстановленные населённые пункты располагавшиеся к югу от города Тырныауз были включены в состав городского совета города Тырныауз.
В 1995 году с образованием Эльбрусского района и переводом города Тырныауз из республиканского подчинения в районное, все населённые пункты располагавшиеся к югу от Тырныауза (за исключением села Верхний Баксан), были объединены в одно муниципальное образование — сельское поселение Эльбрус.

## Население
| 2002  | 2010  | 2012  | 2013  | 2014  | 2015  | 2016  |
| ----- | ----- | ----- | ----- | ----- | ----- | ----- |
| 5372  | ↘5183 | ↘5160 | ↗5190 | ↘5173 | ↗5192 | ↗5204 |
| 2017  | 2018  | 2019  | 2020  | 2021  | 2023  | 2024  |
| ↘5195 | ↘5192 | ↗5209 | ↗5230 | ↗6120 | ↗6163 | ↗6204 |
| 2025  |       |       |       |       |       |       |
| ↗6229 |       |       |       |       |       |       |

Процент от населения района — 15.73 %.
Плотность — 33.49 чел./км2.

### Национальный состав
По данным Всероссийской переписи населения 2010 года:
| Народ      | Численность, чел. | Доля от всего населения, % |
| ---------- | ----------------- | -------------------------- |
| балкарцы   | 4 362             | 84,2 %                     |
| русские    | 346               | 6,7 %                      |
| кабардинцы | 258               | 5,0 %                      |
| другие     | 217               | 4,2 %                      |
| всего      | 5 183             | 100 %                      |

По данным Всероссийской переписи населения 2021 года:
| Народ               | Численность, чел. | Доля от всего населения, % |
| ------------------- | ----------------- | -------------------------- |
| балкарцы            | 5 166             | 84,41 %                    |
| русские             | 435               | 7,10 %                     |
| кабардинцы          | 306               | 5,00 %                     |
| другие / не указано | 213               | 3,49 %                     |
| всего               | 6 120             | 100,0 %                    |

## Состав поселения
| № | Населённый пункт | Тип населённого пункта       | Население | Доля от населения (%) |
| - | ---------------- | ---------------------------- | --------- | --------------------- |
| 1 | Байдаево         | село                         | ↘52       | 1,2 %                 |
| 2 | Нейтрино         | село                         | ↗606      | 11,2 %                |
| 3 | Тегенекли        | село                         | ↗317      | 5,1 %                 |
| 4 | Терскол          | село                         | ↗1327     | 22,0 %                |
| 5 | Эльбрус          | село, административный центр | ↗3818     | 60,5 %                |

## Местное самоуправление
Совет местного самоуправления сельского поселения Эльбрус. Состоит из 15 депутатов.

## Экономика
Фактически вся экономика сельского поселения связана с туризмом. На территории поселения действуют горнолыжные курорты, турбазы, альплагеря, научные обсерватории и т.д. К западу от сельского поселения располагается Национальный парк Приэльбрусье.